# Mahmoud an-Nuqrashi Pascha
Mahmoud an-Nuqrashi Pasha, född 26 april  1888 i Alexandria, Egypten, död 28 december  1948 i Kairo, Egypten, var en egyptisk politiker. Han var Egyptens regeringschef under perioderna 26 februari 1945–17 februari 1946 och 9 december 1946–28 december 1948. Som utrikesminister tjänstgjorde han 1944–1945 och 1946–1947.